# National Treasures: The Complete Singles
National Treasures: The Complete Singles je kompilační album velšské rockové skupiny Manic Street Preachers. Vydáno bylo v roce 2011 a obsahuje nahrávky z let 1991 až 2011. Nejstarší je singl „Motown Junk“. V hitparádě UK Albums Chart se umístilo na desáté příčce. Ve Spojeném království bylo album oceněno zlatou deskou. Album vyšlo v několika různých verzích. Kromě nich vyšla také speciální gramofonová deska nazvaná Selected Singles, která byla prodávána s časopisem Q. K té byla doplněna coververze písně „The Endless Plain of Fortune“ od velšského hudebníka a skladatele Johna Calea (původně vyšla na albu Paris 1919 v roce 1973).

## Seznam skladeb

### Disk 1
1. „Motown Junk“ – 3:58
2. „Stay Beautiful“ – 3:10
3. „Love's Sweet Exile“ – 3:05
4. „You Love Us“ – 4:17
5. „Slash 'n' Burn“ – 3:58
6. „Motorcycle Emptiness“ – 6:06
7. „Theme from M.A.S.H. (Suicide Is Painless)“ – 3:42
8. „Little Baby Nothing“ – 4:40
9. „From Despair to Where“ – 3:37
10. „La Tristesse Durera (Scream to a Sigh)“ – 4:14
11. „Roses in the Hospital“ – 5:02
12. „Life Becoming a Landslide“ – 4:14
13. „Faster“ – 3:55
14. „Revol“ – 3:04
15. „She Is Suffering“ – 4:44
16. „A Design for Life“ – 4:20
17. „Everything Must Go“ – 3:41
18. „Kevin Carter“ – 3:25
19. „Australia“ – 4:04

### Disk 2
1. „If You Tolerate This Your Children Will Be Next“ – 4:51
2. „The Everlasting“ – 6:07
3. „You Stole the Sun from My Heart“ – 4:22
4. „Tsunami“ – 3:49
5. „The Masses Against the Classes“ – 3:23
6. „So Why So Sad“ – 4:02
7. „Found That Soul“ – 3:07
8. „Ocean Spray“ – 4:13
9. „Let Robeson Sing“ – 3:46
10. „There by the Grace of God“ – 3:48
11. „The Love of Richard Nixon“ – 3:39
12. „Empty Souls“ – 4:05
13. „Your Love Alone Is Not Enough“ – 3:55
14. „Autumnsong“ – 3:41
15. „Indian Summer“ – 3:55
16. „(It's Not War) Just the End of Love“ – 3:28
17. „Some Kind of Nothingness“ – 3:48
18. „Postcards from a Young Man“ – 3:35
19. „This Is the Day“ – 3:38
20. „Rock 'n' Roll Genius“ (bonus na japonské verzi) – 2:40